# P・J・パターソン

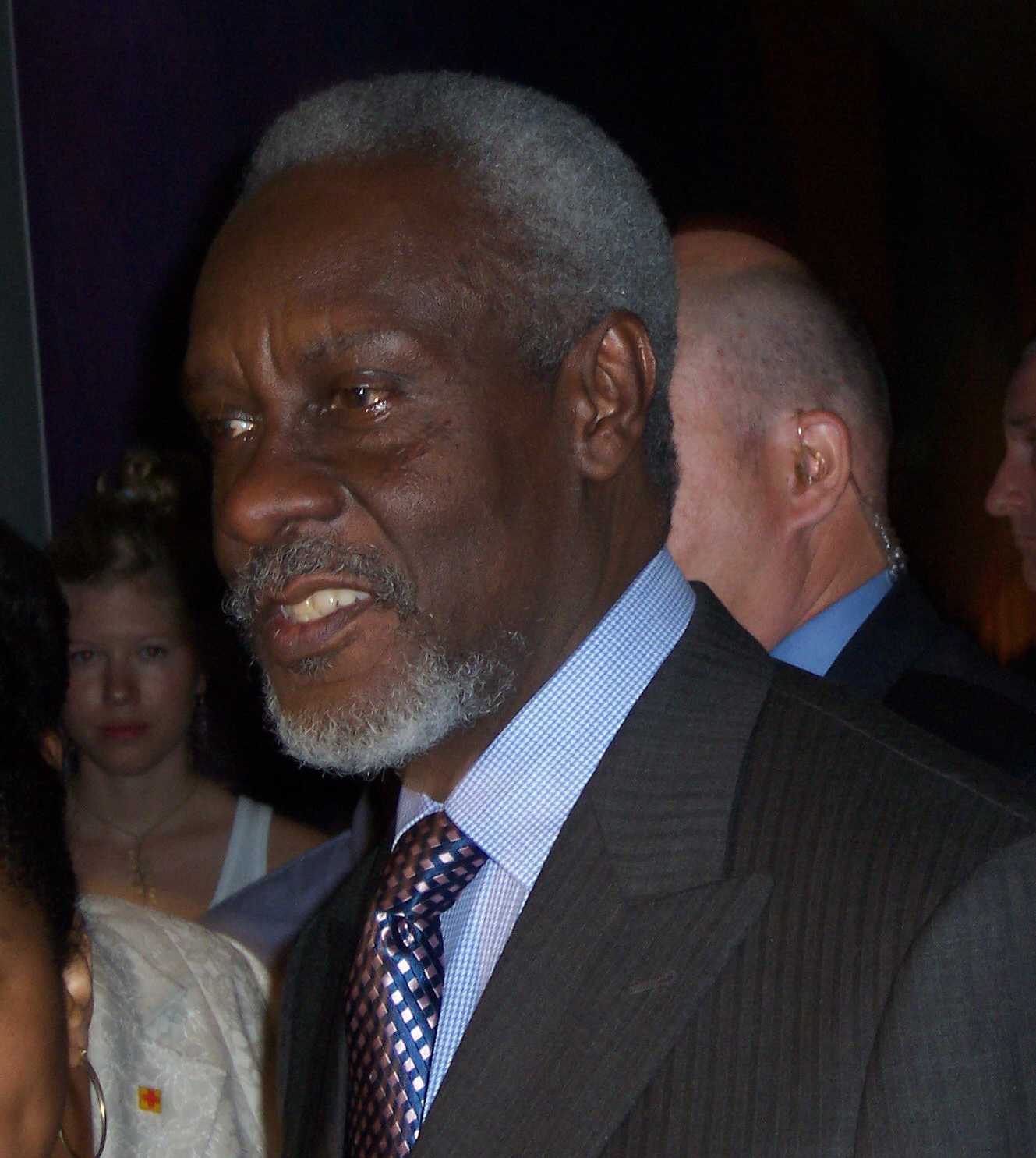
P・J・パターソン

パーシヴァル・ノール・ジェイムズ・パターソン（Percival Noel James Patterson、1935年4月10日 - ）は、ジャマイカの政治家。1992年3月30日から2006年3月30日までジャマイカの首相となった。人民国家党のメンバーである。